# Terápia (televíziós sorozat)
A Terápia 2012-ben az HBO-n bemutatott televíziós sorozat, mely a 2005-ben bemutatott Terápián (héberül: בטיפול) című izraeli sorozat magyar adaptációja.

## Az eredeti sorozat adaptációi
| ország | eredeti címe        | csatorna                 | sugárzás  | IMDB       |
| ------ | ------------------- | ------------------------ | --------- | ---------- |
| ISR    | בטיפול (BeTipul)    | Hot 3                    | 2005–2008 | tt0466345  |
| USA    | In Treatment        | HBO                      | 2008–2021 | tt0835434  |
| SRB    | На терапији         | Fox Televizija           | 2009      | tt1368428  |
| NED    | In therapie         | NPO 2                    | 2010–2011 | tt1655076  |
| ROM    | În derivă           | HBO România              | 2010–2012 | tt1764129  |
| POL    | Bez tajemnic        | HBO Polska               | 2011–2013 | tt1861505  |
| CZE    | Terapie             | HBO Czech                | 2011–2019 | tt1990040  |
| SLO    | Na terapiji         | POP Brio                 | 2011      | tt2056175  |
| HUN    | Terápia             | HBO Magyarország         | 2012–2017 | tt2317838  |
| ARG    | En terapia          | TV Pública               | 2012      | tt2321022  |
| BRA    | Sessão de Terapia   | Globosat News Television | 2012–2021 | tt2928890  |
| CAN    | En thérapie         | TV5 Québec Canada        | 2012      | tt2402180  |
| RUS    | Без свидетелей      | Pervy Kanal              | 2012      | tt2763330  |
| ITA    | In Treatment        | Sky Italia               | 2013      | tt2569058  |
| JPN    | 心療中-in the Room- | Nippon TV                | 2013      | tt2576832  |
| HRV    | Na terapiji         | Croatian Radiotelevision | 2013      | tt3166496  |
| POR    | Terapia             | RTP 1                    | 2016      | tt5191240  |
| MKD    | На терапија         | Sitel                    | 2017      | tt7214114  |
| FRA    | En thérapie         | Arte                     | 2021–2022 | tt11080216 |
| MDA    |                     | HBO                      |           |            |
| SVK    |                     | HBO                      |           |            |

## A magyar sorozat epizódjai
| Évad | Évad | Részek száma | Részek száma | Eredeti sugárzás   | Eredeti sugárzás   |
| Évad | Évad | Részek száma | Részek száma | Évadbemutató       | Évadzáró           |
| ---- | ---- | ------------ | ------------ | ------------------ | ------------------ |
|      | 1.   | 40           | 40           | 2012. október 22.  | 2012. december 14. |
|      | 2.   | 35           | 35           | 2014. október 27.  | 2014. december 12. |
|      | 3.   | 35           | 35           | 2017. november 13. | 2017. december 29. |

## Különbségek az eredeti sorozathoz képest
- Az eredeti sorozatban az egyik szereplő magas beosztású katona, helyette van a magyar sorozatban magas beosztású üzletember
- Az eredeti sorozatban a pszichológust majdnem húsz évvel idősebb színész alakítja, ami a cselekmény bizonyos fordulatai miatt lényeges különbség

## Szereplők
- András – Mácsai Pál

1. évad
- Laura – Marozsán Erika
- Máté – Nagy Ervin
- Zsófi – Sztarenki Dóra
- Petra és Tamás – Szamosi Zsófia és Nagy Zsolt
- Ágnes, pszichológus, András mentora – Csákányi Eszter
- Judit – Für Anikó
- Abonyi György, Máté apja – Blaskó Péter
- Márta, Zsófi anyja – Kerekes Éva
- Zsolt, Zsófi apja – László Zsolt
- Bence, András fia – Nagy Zétény
- Réka, András lánya – Dér Mária
- Kinga, Máté felesége – Horváth Lili

2. évad
- Ferenc – Máté Gábor
- Orsolya – Péterfy Bori
- Misi, Petra és Tamás 12 éves kisfia – Surányi Áron
- Virág – Kurta Niké
- Annamari, András volt osztálytársa – Kováts Adél
- Kata, Ferenc lánya – Piti Emőke
- Pillenger Barnabás, Orsolya édesapja – Jordán Tamás
- Hegedűsné, Virág anyja – Csere Ágnes
- Recepciós Ágnesnél – Bartalis Blandina

3. évad
- Zsolt – Vilmányi Benett
- Krisztina – Schell Judit
- Sándor – Czintos József
- Edit – Udvaros Dorottya
- Adél – Balsai Móni
- Eszter, börtönigazgató – Tóth Orsi
- Börtönőr – Znamenák István
- Börtönőr 2 – Mondok Péter
- Róbert, Krisztina férje – Hirtling István
- Áron, Sándor fia – Telekes Péter
- Julia, Sándor menye – Borbély Alexandra
- Vanda, András párja – Pető Kata
- Dani – Molnár Gusztáv
- Enikő – Kakasy Dóra
- Dr. Szatmári – Mészáros Máté
- Szabolcs, Judit élettársa – Horváth Lajos Ottó
- Rendőr 1 – Baksa Péter
- Rendőr 2 – Pálya Pompónia

## Történet
|  | Alább a cselekmény részletei következnek! |

Első évad:
Minden hétfőn Laurával találkozhatunk. Laura 35 éves, aneszteziológus orvos. Élettársa, Bálint klinikai pszichológus. Egy évvel ezelőtt ő ajánlotta a lánynak Andrást, mert úgy érezték, válságba jutott a kapcsolatuk. Laura vonzó, magabiztos, független gondolkodású nő, aki azonban képtelen a tartós érzelmi kötöttségek elviselésére.
Laura világ felé mutatott arca derűs, kihívó, kissé kaján és néha arrogáns, de ez a felsőbbséges lazaság valójában sebzettséget és belső bizonytalanságot takar. Számára is nyugtalanító fejlemény, mikor vonzódni kezd terapeutájához. András világossá teszi, hogy köztük sosem történhet semmi, ám meggyőződése, hogy ilyen erejű érzelem nem lehet pusztán a terápiás folyamat következménye.
Keddenként Mátét láthatjuk. Máté sikeres vállalkozó, arrogáns, határozott. Tulajdonosa, vezérigazgatója és fő részvényese az Abonyi Gyógyszergyár Zrt.-nek. Vegyészmérnöki karon diplomázott, majd a nulláról építette újjá az egykor államosított családi vállalkozást. Máté rengeteget jótékonykodik, mecénáskodik, többnyire névtelenül. Tágas családi házban lakik Szentendrén feleségével, 3 éves lányával és 8 hónapos fiával. Kerüli a nyilvánosságot. Vallásos, világnézetében, gyermeknevelési stílusában és üzleti döntéseiben erősen konzervatív.
A gazdasági válság a cégére is hat, ezért megszünteti nyolcvanhét ember munkaviszonyát. Egy volt alkalmazottja három hónappal később megöli fiatal feleségét, kétéves lányát és újszülött fiát, végül magával is végez. Az eddig robotként, megbízható gépként teljesítő Máté lelkében kétely ébred: mindent a lehető legtisztességesebben csinált?
Szerdán Zsófit. Zsófi érzelmeiben szélsőségesen csapongó, magába forduló, 16 éves kamaszlány, kortársainál jóval érettebb. Anyja a válása után depresszióba esett, akivel azóta is örök harcban áll, és amikor csak tud, menekül otthonról. Egyetlen hely van, ahol biztonságban érzi magát, a sport. 4 éves kora óta szertornázik, 15 évesen megnyerte a felnőtt országos gerenda-bajnokságot. Zsófi 8 éves volt, amikor apja külföldre költözött. Azóta a lány életében az egyik legfontosabb szereplő az edzője, Roland.
Zsófinak pár hete közúti balesete volt, kerékpárján ütközött egy autóval, mindkét karja eltörött. A lány maga nem emlékszik a baleset részleteire, és mivel a biztosítótársaság nem akar fizetni, felkeresi Andrást, hogy az ő pszichológiai elemzésével igazolja: nincsen öngyilkos hajlama.
Minden csütörtökön párterápia részesei lehetünk Petrával és Tamással.Petra 39 éves, vonzó, okos és öntudatos nő. Munkamániás és ambiciózus. Férje, Tamás 38 éves, a felszínen határozott és kemény, de belül törékeny és sebezhető, feleségénél mindig erősebbnek akar látszani.
Petra és Tamás házasságának fontos alapja az állandó harc. Petra szereti, ha Tamás uralkodik felette, ha erőszakos és agresszív vele, de közben lázad ellene.
Fiuk, Misi születése után néhány évvel Petra újra teherbe esik. Azért jelentkeztek párterápiára, mert hirtelen mély ellentéteket szított közöttük Petra kétkedése, miszerint mégsem akarja a születendő kisbabát.
Péntekenként nagy meglepődésünkre, a terapeuta maga fordul szakemberhez. Így Minden pénteken Andrást láthatjuk, amint megbeszéli problémáit egyik régi pszichológus ismerősével. Dargay András az egyik legelismertebb magyar pszichoterapeuta. 54 éves. Klinikai pszichológusként is dolgozik, egyetemi tanár is volt, legtöbb idejét azonban magánpácienseinek szenteli. A betegek halk szavú, bölcs és higgadt embernek látják, ugyanakkor intenzív belső életet él, sokat tipródik, kételkedik. Van személyiségének egy másik fele is: dühös, követelőző, akár agresszív is – ez a réteg el van zárva a külső szemlélő elől.
András feleségével, Judittal együtt neveli két gyereküket, a kamasz Rékát és a kilencéves Bencét. Rendelője budai lakásuk egyik külön bejáratú helyiségében lett kialakítva. A rendelő és az otthon két külön világ – ő az egyetlen, aki a két tér között szabadon átjárhat.
átjárhat.
A második évad:
A hosszú, forró nyár a belváros bohém negyedének szívében találja Andrást. Itt bérel fiatalos legénylakást, és itt fut minden reggel kilométereket, hogy testi-lelki szempontból is kirobbanó formában legyen. Optimizmusát a múltjából érkező váratlan csapás árnyékolja be; Abonyi György tűnik fel küszöbén egy napos reggelen, és ultimátumot nyújt a jó doktornak: fejezze be a praxisát, különben bepereli és etikai bizottság elé citálja Máté halála miatt. András bűntudata újra a felszínre tör, és az sem segít, hogy karrierje talán legnehezebb esetein kell segítenie.
Hétfőnként a prominens politikus, Ferenc (Máté Gábor) ül a kanapéján, aki pánikrohamokkal küzd. Kedden András korábbi páciense jelentkezik be újra.
Orsolya (Péterfy Bori), a sikeres ügyvédnő egy múltban elkövetett hibájáért a terapeutát vádolja. Ahogy az üléseik előrehaladnak, világossá válik, hogy nem úgy, és nem az történt a múltban, ahogy azt mindketten tudni vélték. Régi ismerősök érkeznek a szerdai időpontokra, ezúttal azonban nem
Petra és Tamás a terápia központja, hanem túlsúlyos, kamaszodó kisfiuk, Misi (Surányi Áron).
A csütörtöki páciens, a huszonéves egyetemi hallgató, Virág (Kurta Niké) saját bevallása szerint túlságosan szeret élni. Lassan válik világossá András számára, hogy mindez csak a felszín, Virág egy sokkal súlyosabb titkot rejteget.
András péntekenként visszatér egykori mentorához, és bár először csak szakvéleményért érkezik Abonyi ügyében Ágneshez, hamarosan újra elkezdődik a terapeuta kezelése.
A harmadik évad:
A Terápia első két évadából már kiderült, hogy Dargay András nem klasszikus módszerekkel dolgozó pszichológus. Az ülések során szokatlanul közel engedi magához a pácienseit, és olykor meg is szegi a szakmai és etikai szabályokat, ami a magánéletére is kihatással van. A záró évadban András minden eddiginél messzebbre megy. Hogy elbújjon az önmagával való szembenézés elől, feláldozza a professzionalizmust, és a saját elképzelései szerint próbál segítséget nyújtani a hozzá fordulóknak.
Hétfőnként egy 23 éves fiatalemberrel, Zsolttal (Vilmányi Benett) kell foglalkoznia, aki tíz évvel ezelőtt megölte az apját, most pedig a barátnője meggyilkolásával vádolják. De András számára egyre biztosabbá válik, hogy a fiú olyasmiért készül megbüntetni önmagát, amit nem követett el.
A keddi páciens Krisztina (Schell Judit), aki érzelmileg bántalmazó, erőszakos férjétől szeretne elszakadni. András finom határozottsággal szembesíti az életét átszövő hazugságokkal, és segít neki felvázolni egy lehetséges boldog jövőt, de a nő döntéseit már nem képes befolyásolni.
Szerdán András egy idős székely férfinak, Sándornak (Czintos József) segít feldolgozni felesége elvesztését. Sándor eleinte nem bízik a pszichológusban, de lépésről lépésre barátság alakul ki közöttük, és András elveszíti a tisztánlátását az esettel kapcsolatban – ami szakmai és emberi válságba sodorja.
Csütörtökönként (Udvaros Dorottya) egy híres színésznő, Edit látogatja a pszichológust, akinek a húga mellrákban haldoklik. András feladata, hogy a saját tapasztalatait is felhasználva megmutassa Editnek, hogyan nézhet szembe a halálfélelmével, és hogyan kerülhet közelebb a testvéréhez, mielőtt túl késő lesz.
A pénteki napon András maga megy pszichológushoz – ezúttal egy fiatal, tehetséges kolleginához, Adélhoz (Balsai Móni). A nő keményebb ellenfélnek bizonyul Ágnesnél. Együtt sikerül felfejteniük, hogy András az eseteibe menekül a magával és a szeretteivel kapcsolatos érzései elől, és a férfi rájön, hogy talán eljött számára az utolsó esély, hogy változtasson az életén.
|  | Itt a vége a cselekmény részletezésének! |